# Soiuz-2 (coet)
Soiuz-2, GRAU: 14A14, és la designació col·lectiva per a la nova versió de coets russos Soiuz. En la seva forma més bàsica, és un coet de tres etapes per col·locar càrregues útils en òrbita terrestre baixa. Els impulsors del primer tram i els dos trams centrals bàsics disposen de motors amb sistemes d'injecció millorades, en comparació amb les versions anteriors Soiuz. Els sistemes de control de vol i de telemetria digitals permeten que el coet ser llançat des d'una plataforma de llançament fix, mentre que les plataformes de llançament de coets Soiuz anteriors van haver de ser girats mentre el coet no pot girar per canviar el seu rumb en vol.
El Soiuz-2 sovint vola amb un tram superior, que li permet aixecar càrregues útils en òrbites més elevades, com ara Molnia i geosíncrona. El tram superior està equipat amb sistemes de control de vol i de telemetria independents dels utilitzats en la resta del coet. NPO Làvotxkin fabrica el Fregat, que és el tram superior més habitual.
Els coets Soiuz-2 actualment són llançats des del LC-31 al Cosmòdrom de Baikonur, i LC-43 al Cosmòdrom de Plessetsk, instal·lacions de llançament compartides amb coets R-7 derivats anteriorment, incloent el Soiuz-U i el Molnia. Els vols comercials del Soiuz-2 són contractats per Starsem, i han llançat des LC-31 a Baikonur i ELS (l'Ensemble de Lancement Soyouz), que ha estat construït al port espacial de Kourou a la costa nord de l'Amèrica del Sud. El Soiuz-2 és capaç de lliurar 2,8-3,5 tones a GTO des d'aquest punt.
El Soiuz-2 va substituir el Molnia-M i està començant a substituir els coets Soiuz-U i Soiuz-FG els quals van estar en servei de manera paral·lela, eliminats a partir del 2014.

## Descripció
Els Soiuz 2 són llançats des de les plataforma LC-1 i LC-31 del Cosmòdrom de Baikonur i la LC-43 en el Cosmòdrom de Plessetsk. Un altre lloc de llançament fora de Rússia ha estat construït en conjunt amb l'Agència Espacial Europea a la Guaiana Francesa per ser posat en funcionament a finals de 2011.
Tots els vols comercials del Soiuz 2 o més conegut actualment com a Soiuz-ST són contractats per l'empresa russa Starsem amb seu al Cosmòdrom de Baikonur; s'espera que aquest sigui mogut al Port espacial de Kourou en la Guaiana Francesa, ara que les instal·lacions per al coet Soiuz-ST han estat acabades i el procés exhaustiu de proves conclogui abans del primer llançament. Es va inaugurar la rampa amb un llançament dedicat a posar en òrbita dos satèl·lits del sistema de posicionament global Galileu.
Aquest projecte conjunt amb l'ESA ha suposat un gran pas per a la indústria aeroespacial russa, sobretot per a l'empresa TsSKB Progress, fabricadora dels coets i vehicles Soiuz.
En general aquesta nova versió del R-7 té moltes millores entre elles el control de vol i la telemetría, millor acompliment del combustible i més capacitat de posar en òrbita un pes major.

## Variants
El Soiuz- 2.1v (en rus: Союз 2.1v) és un coet portador rus prescindible, de disseny lleuger, no té coets acceleradors laterals. Deriva de la Soiuz - 2.1b i és un membre de la nova família de coets R-7.
Es compon d'un sol coet central Soiuz- 2.1b, sense els coets de reforç impulsador i en el tram central, té el nou motor NK- 33, que és més lleuger, potent i econòmic, construït originalment per al programa de coets de càrrega N1. El segon tram del coet, que s'instal·la sobre el coet principal, és el mateix model que el segon tram de l'anterior coet Soiuz - 2.1b.
El nou motor RD -193 va completar les proves estacionàries de laboratori, aquesta versió del motor Soiuz, és més potent, lleuger i petit que el disseny del coet Angarà RD -191 i està dissenyat per substituir el motor NK- 33 de tots els coets Soiuz.
Està dissenyat com un coet portador lleuger i de classe mitjana, per als nous satèl·lits que són més petits i lleugers, necessiten ser transportats a una òrbita baixa en forma econòmica. Té una capacitat de càrrega útil de 2.850 quilograms amb una capacitat d'elevació de la càrrega fins a una altitud de 200 quilòmetres a l'espai, considerat una òrbita baixa per a satèl·lits petits i lleugers, per circular l'òrbita baixa de la Terra amb una inclinació de 56,8° des del Cosmòdrom de Baikonur, i 2.800 quilograms a una òrbita de 200 quilòmetres a 62,8° des del Cosmòdrom de Plessetsk.
Els llançaments d'aquests nous coets de càrrega lleugers, per al transport de satèl·lits civils lleugers, es duran a terme a partir de les instal·lacions existents en el Cosmòdrom de Plesetsk, en el nord-oest de Rússia i el Cosmòdrom de Baikonur, en Kazakhstan, les noves instal·lacions del Cosmòdrom Oriental a l'Est de Rússia, en una zona al Nord de la Xina i en el futur, des d'altres instal·lacions més properes a la zona equatorial del planeta, Guaiana, Brasil, Veneçuela i altres països d'Amèrica Llatina, amb acords de col·laboració entre el govern de Rússia i països localitzats en zones més convenients per al llançament de satèl·lits civils lleugers.